# Bruno Martins Indi
Rolando Maximiliano "Bruno" Martins Indi (Barreiro el 8 de febrer de 1992) és un futbolista neerlandès nascut a Portugal que actualment juga com a defensor per l'AZ Alkmaar de l'Eredivisie i l'equip nacional neerlandès.
El 13 de maig de 2014 va ser inclòs per l'entrenador de la selecció dels Països Baixos, Louis Van Gaal, a la llista preliminar de 30 jugadors per representar aquest país a la Copa del Món de Futbol de 2014 al Brasil. Finalment va ser confirmat en la nòmina definitiva de 23 jugadors el 31 de maig.